# Demografia do Kosovo
A Demografia do Kosovo é monitorada pela Agência de Estatísticas do Kosovo, que estuda características demográficas da população do país, como a densidade populacional, etnia, nível de educação, saúde da população, posição econômica, associações religiosas e outros aspectos da população. Censos, normalmente conduzidos num intervalo de dez anos, gravam as características demográficas da população. O primeiro censo realizado após a declaração de independência (2008) foi em 2011, e este mesmo censo registrou a população permanente do Kosovo como 1 739 825 habitantes, excluindo a população da parte norte do país.
Os albaneses formam a maioria étnica no Kosovo, compondo mais de 92% da população total. Minorias significativas incluem sérvios e outros. A estimativa de 2015 colocou a população do Kosovo em 1 884 981 habitantes. O país possuía um Índice de Desenvolvimento Humano (IDH) de 0,715 pontos em 2015, o que o colocava na 103ª posição entre todas as nações do mundo.

## Censo de 2011
Os resultados finais do censo de 2011 registrou a população do Kosovo em 1 739 825 habitantes. O Centro Europeu para Assuntos Minoritários (ECMI, na sigla em inglês) recomenda "cautela quando se refere ao censo de 2011 no Kosovo", devido ao boicote pelos municípios de maioria sérvia, no norte do Kosovo, e o boicote parcial em municípios no sul do Kosovo, também de maioria sérvia. O número total da população estava abaixo de estimativas mais anteriores. O censo foi apreciado pelas agências internacionais e parece ter sido aprovado pelo Eurostat; foi, no entanto, o primeiro censo completo desde 1981. Os resultados mostram que não havia pessoas temporariamente residentes em hotéis ou campos de refugiados no momento do censo; que, de 312.711 residências convencionais, 99.808 (mais de 30%) estavam desocupadas; e que três municípios concebidos sob o Plano Ahtisaari - Klokot, Novo Brdo e Štrpce - que até então acreditavam-se ter maiorias sérvias, na verdade tem maiorias de etnia albanesa (embora suas assembleias municipais têm maioria sérvia).
O censo de 2011 também revelou que o Kosovo tem a população mais jovem da Europa atualmente. A taxa de fecundidade é estimada em 2,4 filhos por mulher. Recentemente, em 1990, a estrutura da população do Kosovo se assemelhava aos de países como o Haiti, e estava em forte contraste com o resto da Sérvia e outros países europeus. Nos últimos anos, no entanto, a taxa de crescimento da população do Kosovo começou a diminuir e sua taxa de natalidade diminuiu.
O censo de 2011 do Kosovo, realizado pela Agência de Estatísticas do país, foi rejeitado formalmente por Belgrado.